# Aries Merritt
Aries Merritt (ur. 24 lipca 1985 w Chicago) – amerykański lekkoatleta specjalizujący się w biegach płotkarskich.
Pierwszy międzynarodowy sukces odniósł latem 2004 roku zwyciężając w mistrzostwach świata juniorów. Pięć lat później – w sierpniu 2009 – zadebiutował w mistrzostwach świata odpadając w tej imprezie już w eliminacjach. W 2011 na mistrzostwach świata w Daegu zajął – ex æquo z Brytyjczykiem Williamem Sharmanem – piąte miejsce. Zimą 2012 sięgnął w Stambule po złoty medal halowych mistrzostw świata. Na igrzyskach olimpijskich w Londynie (2012) zdobył złoty medal i został pierwszym Amerykaninem od 1996 roku, który na igrzyskach wygrał bieg na 110 metrów przez płotki. Podczas zawodów Memorial Van Damme 2012 w Brukseli, 7 września, czasem 12,80 poprawił należący od 2008 do Dayrona Roblesa rekord świata w biegu na 110 metrów przez płotki. Zwycięzca łącznej punktacji Diamentowej Ligi 2012 w biegu na 110 metrów przez płotki. Rok później zajął 6. miejsce na mistrzostwach świata w Moskwie, a na następnym czempionacie w Pekinie zdobył brązowy medal.
Wielokrotny medalista (także w rywalizacji halowej) mistrzostw USA oraz mistrzostw National Collegiate Athletic Association.
Rekordy życiowe: bieg na 60 metrów przez płotki – 7,43 (26 lutego 2012, Albuquerque); bieg na 110 metrów przez płotki – 12,80 (7 września 2012, Bruksela), rezultat ten jest aktualnym rekordem świata.

## Osiągnięcia
| Rok  | Impreza                             | Miejsce    | Konkurencja                     | Lokata     | Wynik |
| ---- | ----------------------------------- | ---------- | ------------------------------- | ---------- | ----- |
| 2004 | Mistrzostwa świata juniorów         | Grosseto   | bieg na 110 m przez płotki      | 1. miejsce | 13,56 |
| 2006 | Światowy finał lekkoatletyczny IAAF | Stuttgart  | bieg na 110 m przez płotki      | 6. miejsce | 13,25 |
| 2008 | Światowy finał lekkoatletyczny IAAF | Stuttgart  | bieg na 110 m przez płotki      | 4. miejsce | 13,56 |
| 2009 | Mistrzostwa świata                  | Berlin     | bieg na 110 m przez płotki      | eliminacje | 13,70 |
| 2011 | Mistrzostwa świata                  | Daegu      | bieg na 110 m przez płotki      | 5. miejsce | 13,67 |
| 2012 | Halowe mistrzostwa świata           | Stambuł    | bieg na 60 m przez płotki       | 1. miejsce | 7,44  |
| 2012 | Igrzyska olimpijskie                | Londyn     | bieg na 110 m przez płotki      | 1. miejsce | 12,92 |
| 2013 | Mistrzostwa świata                  | Moskwa     | bieg na 110 m przez płotki      | 6. miejsce | 13,31 |
| 2015 | Mistrzostwa świata                  | Pekin      | bieg na 110 m przez płotki      | 3. miejsce | 13,04 |
| 2017 | Mistrzostwa świata                  | Londyn     | bieg na 110 metrów przez płotki | 5. miejsce | 13,31 |
| 2018 | Halowe mistrzostwa świata           | Birmingham | bieg na 60 metrów przez płotki  | 4. miejsce | 7,56  |